# Сцимнусы
Сцимнусы (лат. Scymnus; от др.-греч. σκύμνος «львёнок») — род божьих коровок из подсемейства Scymninae.

## Распространение
93 вида распространены на севере Мексики.

## Описание
Взрослые жуки трудно отличимы, их обычно определяют по строению гениталий и по вентральному облику.

### Имаго
Бедренные линии полные, составляют половину окружности. Переднегрудь с двумя продольными килями.

### Личинки
Тело личинок покрывают восковидные наросты, похожие на те, которые имеются у представителей рода криптолемусов (Cryptolaemus).

## Систематика
В составе рода:
- Scymnus abietis Paykull, 1798
- Scymnus albopilis Motschulsky, 1858
- Scymnus americanus Mulsant, 1850
- Scymnus andrewesi Sicard, 1911
- Scymnus apetzi Mulsant, 1846
- Scymnus apicanus J. Chapin, 1973
- Scymnus apiciflavus Motschulsky, 1858
- Scymnus bipunctatus
- Scymnus caurinus Horn, 1895
- Scymnus femoralis (Gyllenhal, 1827)
- Scymnus fenderi Malkin, 1943
- Scymnus frontalis (Fabricius, 1787)
- Scymnus indianensis Weise, 1929
- Scymnus indicus Weise, 1908
- Scymnus interruptus (Goeze, 1777)
- Scymnus lepidulus Motschulsky, 1858
- Scymnus levaillanti (Mulsant, 1850)
- Scymnus mimulus Capra & Fürsch, 1967
- Scymnus nebulosus LeConte, 1852
- Scymnus nigrinus Kugelann, 1794
- Scymnus nubilus Mulsant, 1850
- Scymnus opaculus Horn, 1895
- Scymnus pallipediformis Günther, 1958
- Scymnus paracanus J. Chapin, 1973
- Scymnus redtenbacheri
- Scymnus rubromaculatus (Goeze, 1777)
- Scymnus silesiacus Weise, 1902
- Scymnus sufflavus Canepari, 1997
- Scymnus tristigmaticus Gorham, 1895
- Scymnus trisulicus Canepari, 1997
- Scymnus venalis Mulsant, 1853